# Kantemirovskaja
Kantemirovskaja (Russisch: Кантемировская) is een station aan de Zamoskvoretskaja-lijn van de Moskouse metro.

## Geschiedenis
In het algemeen ontwikkelingsplan van de Moskouse metro van 1938 was al sprake van een verlenging van de Zamoskvoretskaja-lijn ten zuiden van Zavod im Stalin. Volgens dit plan zou iets ten noorden van het huidige station het zuidelijke depot van de lijn worden gebouwd, terwijl de lijn zelf ten noorden van het depot naar het westen zou lopen. In 1960 lag er een plan met een splitsing bij Kasjirskaja en een oosttak naar Tsaritsyno. In 1968 stond Tsaritsyno onder de naam Lenino, de toenmalige naam van de buurt rond het station op de plankaart. In 1969 werd de westtak als zogeheten Zil-verlenging geopend waarbij Kasjirskaja als kruispunt met de Grote Ringlijn werd gebouwd en de oosttak als toekomstige verlenging naar het zuiden werd beschouwd. Het duurde echter nog ruim 15 jaar voordat de oosttak werd gerealiseerd. In het sinds 1970 bebouwde  gebied tussen de stad en Lenino werd station Kantemirovskaja aan de plannen toegevoegd. De eerste verlenging naar het zuiden omvatte drie stations, waaronder Kantemirovskaja, die eind december 1984 werden geopend. De dag na de opening ontstond in de tunnel onder de Tsaritsynovijver een lekkage en liep de nieuwe tunnel vol water. De metrodienst kon na reparatiewerkzaamheden pas op 9 februari 1985 worden hervat.

## Ligging en inrichting
Het station ligt onder de Proletarski Prospekt en kent aan beide perroneinden een uitgang die verbonden is met een voetgangerstunnel onder de straat. De zuidelijke voetgangerstunnel heeft toegangen aan weerszijden van de Proletarski Prospekt. De noordelijke voetgangerstunnel ligt bij het kruispunt met de Kantemirovskaja Oelitsa waarnaar het station genoemd is. De  Kantemirovskaja oelitsa is op haar beurt genoemd naar de 4e Garde tankdivisie die dankzij de bevrijding van Kantemirov in de Tweede Wereldoorlog de erenaam Kantemirovskaja heeft gekregen. Ondergronds is er sprake van een enkelgewelfdstation dat op 8 meter diepte volgens de openbouwputmethode is gebouwd. In het stationsontwerp zijn verwijzingen naar de tankdivisie opgenomen. Zo zijn op de, met bruin marmer bekleede tunnelwand, militaire emblemen aangebracht en werden de lichtbakken boven de bankjes op het perron opgesierd met de geel-zwartje linten van de 4e garde. Rond 2015 werden de kleuren van de lichtbakken gewijzigd in oranje-zwart. De vloer is bekleed met zwart, grijs en rood graniet.

## Verkeer
In maart 2002 werden per dag 61.500 instappers en 51.800 uitstappers geteld. Het station is tussen 5:35 uur 's morgens en 1:00 uur 's nachts geopend voor de reizigers. De eerste metro naar het centrum vertrekt om 5:46 uur, naar het zuiden op werkdagen om 5:57 uur en in het weekeinde om 5:58 uur.